# 버터필드 8
《버터필드 8》(영어: BUtterfield 8)은 1960년 개봉한 미국의 드라마 영화이다. 다니엘 맨이 감독을 맡았으며, 존 오하라의 동명 소설이 영화의 원작이다.

## 출연

### 주연
- 엘리자베스 테일러
- 로렌스 하비
- 에디 피셔
- 디나 메릴

### 조연
- 밀드레드 던녹
- 베티 필드
- 제프리 린
- 케이 메드포드
- 수잔 올리버
- 조지 보스코벡
- 톰 어헤른
- 루디 본드
- 프랭크 파머
- 필립 페이버샴
- 카르멘 매튜즈
- 로버트 파스테네
- 샘 슈왈츠
- 리처드 X. 슬레이테리

## 기타
- 원작자: 존 오하라
- 협력프로듀서: 캐스린 히어포드
- 세트: 진 캘러핸
- 의상: 헬렌 로즈